# Zihlschlacht-Sitterdorf
Zihlschlacht-Sitterdorf – miejscowość i gmina (Politische Gemeinde) w północno-wschodniej Szwajcarii, w kantonie Turgowia, w okręgu (Bezirk) Weinfelden. Leży nad rzeką Sitter.  

## Demografia
W Zihlschlacht-Sitterdorf mieszkają 2 483 osoby. W 2021 roku 13,7% populacji gminy stanowiły osoby urodzone poza Szwajcarią. 

## Transport
Przez teren gminy przebiega droga główna nr 472.
Na terenie gminy znajduje się lotnisko Sitterdorf (ICAO LSZV).